# Baghestan
Baghestan (perski: باغستان) – miasto w Iranie, w ostanie Teheran. W 2006 roku miasto liczyło 52 330 mieszkańców w 12 810 rodzinach.